# Maserati GranSport

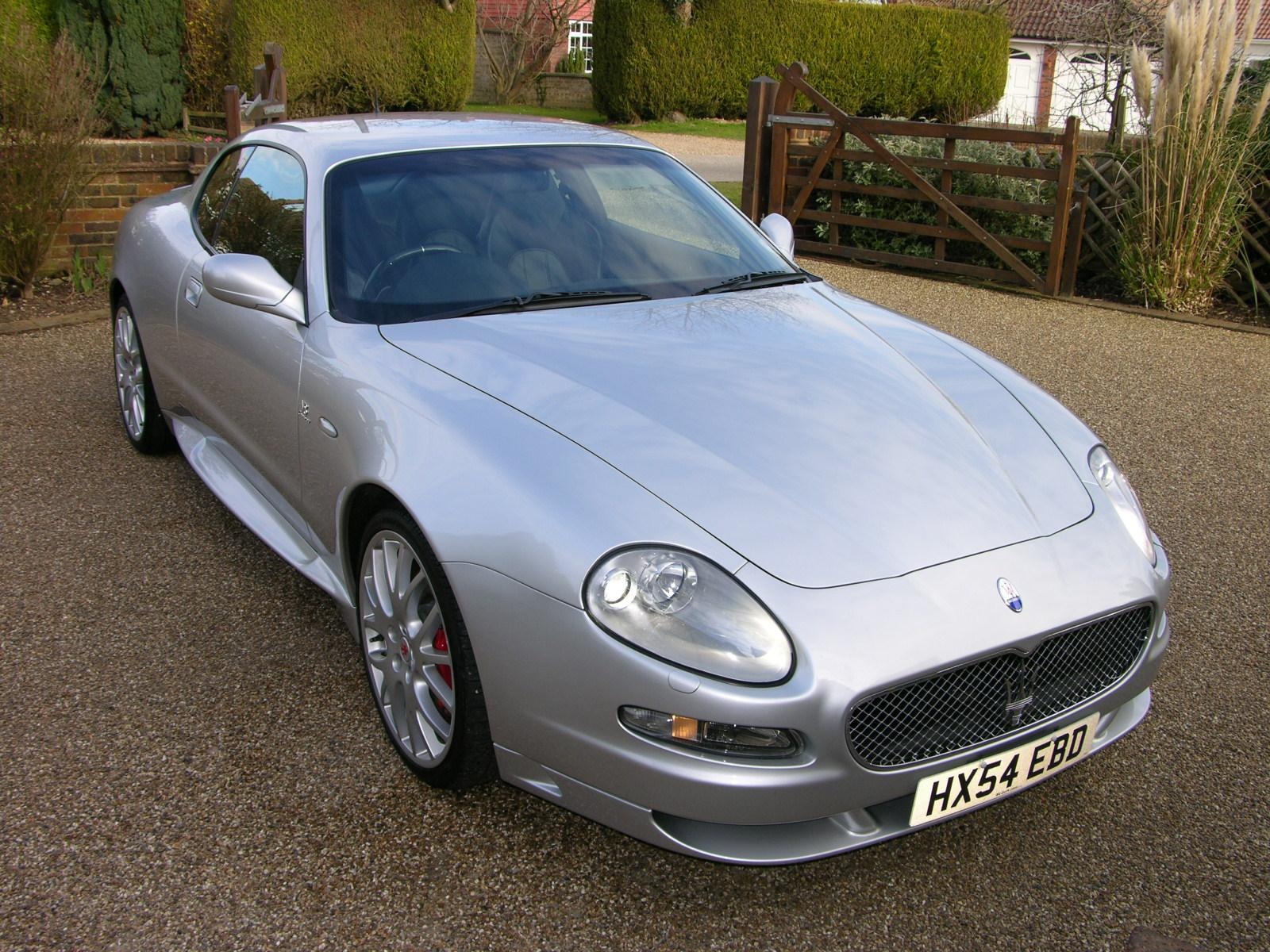
Maserati 4200 Coupe GranSport

De Maserati GranSport is een model van het Italiaanse autohuis Maserati dat op de Autosalon van Genève in 2004 werd gepresenteerd. Het ontwerp is van Giorgetto Giugiaro.
De GranSport is de sportieve versie van de Maserati Coupé. De GranSport heeft een 4.2 liter V8-motor onder de kap, goed voor 400 pk.
Qua design valt de GranSport op door de agressieve neus met de grote grille.
In 2005 werd op het Autosalon van Frankfurt de Maserati GranSport Spyder voorgesteld, een sportieve versie van de Maserati Spyder.